# Aéroport Texada-Gillies Bay
L'aéroport Texada-Gillies Bay est un aéroport situé en Colombie-Britannique, au Canada.